# Скот Уокър
 Тази статия е за музиканта.  За хокеиста вижте Скот Уокър (хокеист).  
Скот Уокър (на английски: Scott Walker) е американско-британски певец и автор на песни.
От ранна възраст участва в музикални телевизионни предавания, между 1964 и 1978 г. е част от поп групата „Уокър Брадърс“, а след 1967 г. издава и солови албуми, като от 80-те години се ориентира към авангардната музика. През 1965 г. се премества във Великобритания и няколко години по-късно сменя гражданството си с британско.

## Биография

### Ранни години
Ноуел Скот Енджъл е роден на 9 януари 1943 г. в Хамилтън, щата Охайо, в семейството Елизабет Мари Фортие, която е от Монреал, и Ноуел Уолтър Енджъл. Баща му е мениджър в нефтодобивния сектор, който през следващите години често се мести, като семейството живее последователно в щатите Охайо, Тексас, Колорадо и Ню Йорк. По това време Скот се интересува както от музика, така и от театър, през втората половина на 50-те години работи като актьор и певец, включително в два мюзикъла на „Бродуей“ – „Pipe Dream“ и „Plain and Fancy“. Подкрепян от певеца и телевизионен водещ Еди Фишер, той се появява няколко пъти в телевизионното му предаване. Той прави и няколко записа, с които се опитват за кратко да го промотират като тийнейджърска звезда. Енджъл и майка му се установяват в Калифорния през 1959 година.

## Дискография
- Scott (1967)
- Scott 2 (1968)
- Scott 3 (1969)
- Scott: Scott Walker Sings Songs from his T.V. Series (1969)
- Scott 4 (1969)
- Til the Band Comes In (1970)
- The Moviegoer (1972)
- Any Day Now (1973)
- Stretch (1973)
- We Had It All (1974)
- Climate of Hunter (1984)
- Tilt (1995)
- Pola X OST (1999)
- The Drift (2006)
- And Who Shall Go to the Ball? And What Shall Go to the Ball? (2007)
- Bish Bosch (2012)
- Soused (2014, with Sunn O)
- The Childhood of a Leader OST (2016)
- Vox Lux OST (2018)